# Goubuli

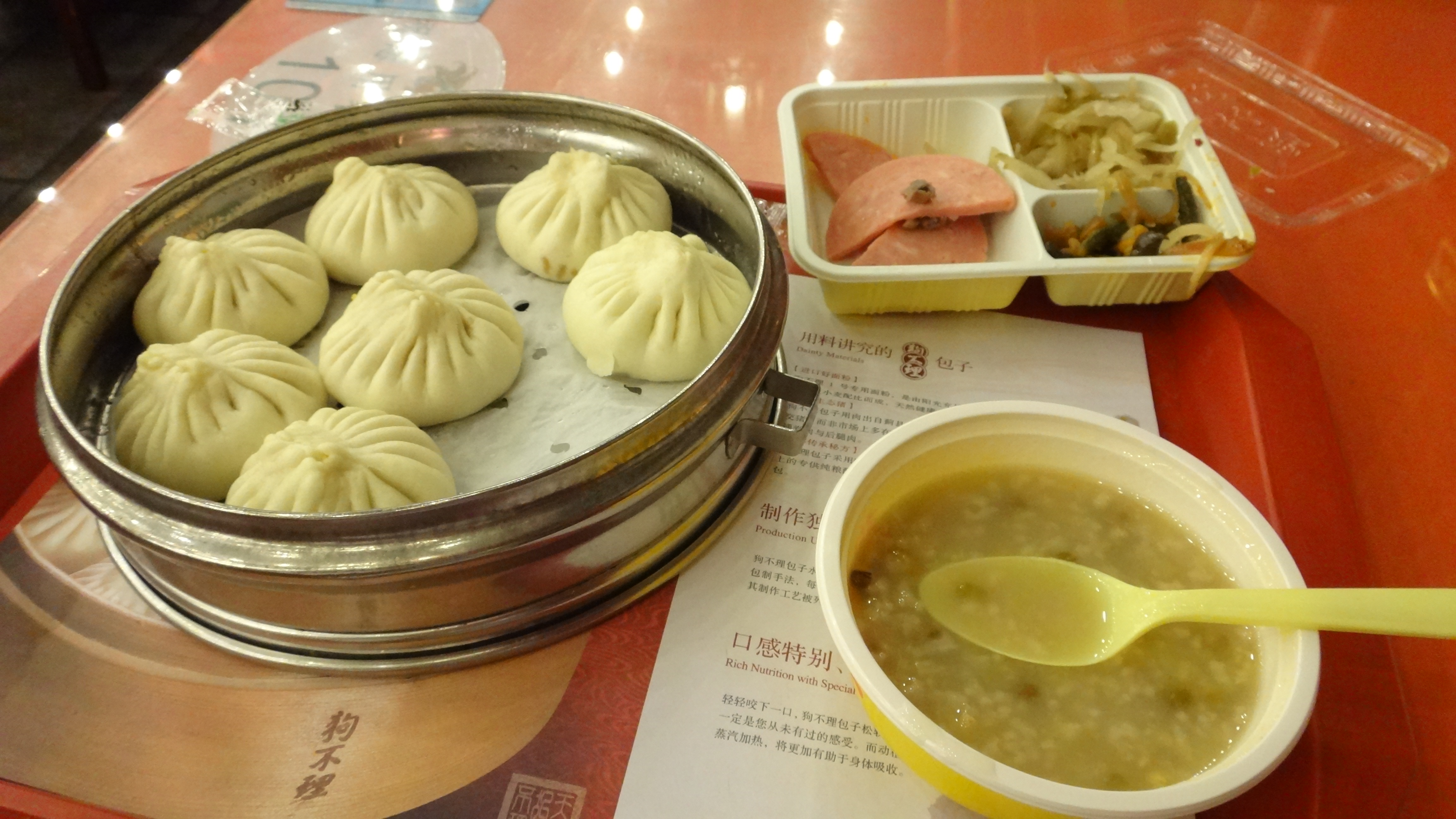
Goubuli baozi prêts à être dégustés.

Goubuli (chinois simplifié : 狗不理 ; pinyin : gǒubùlǐ ; litt. « le chien ne s'en occupe pas »), traduit en anglais en Go Believe, est une fameuse marque de baozi de Tianjin, en République populaire de Chine. Fondée en 1858, il s'agit d'une des plus anciennes marques chinoises.
Elle est surtout connue pour ses baozi nommés 狗不理包子, Gǒubùlǐ bāozi.
En chinois, plusieurs explications sont proposées pour son nom inhabituel. Une des plus communes est que fondateur, Gao Gui (高贵), avait reçu comme nombre de ses contemporains le surnom d'enfance « chiot » (gouzi, 狗子) pour être protégé du mauvais sort et l'avait gardé adulte. Après le succès insensé de son entreprise, il n'avait plus assez de temps pour s'occuper de ses clients qui commencèrent à se plaindre : « Le chien ne s'occupe plus [de nous]. »
La tradition dit que Yuan Shikai, qui revenait de Tianjin, a apporté quelques Goubuli à l'impératrice douairière Cixi, qui les a trouvés délicieux, ce qui a contribué à leur réputation.
Un nom en anglais Go Believe a été créé pour les restaurants en vue des Jeux olympiques de Pékin. La prononciation du nom en anglais est proche de la prononciation chinoise du nom en mandarin.
Depuis 2005, la marque Goubuli est détenue par l'entreprise pharmaceutique Tong Ren Tang.